# Забрус

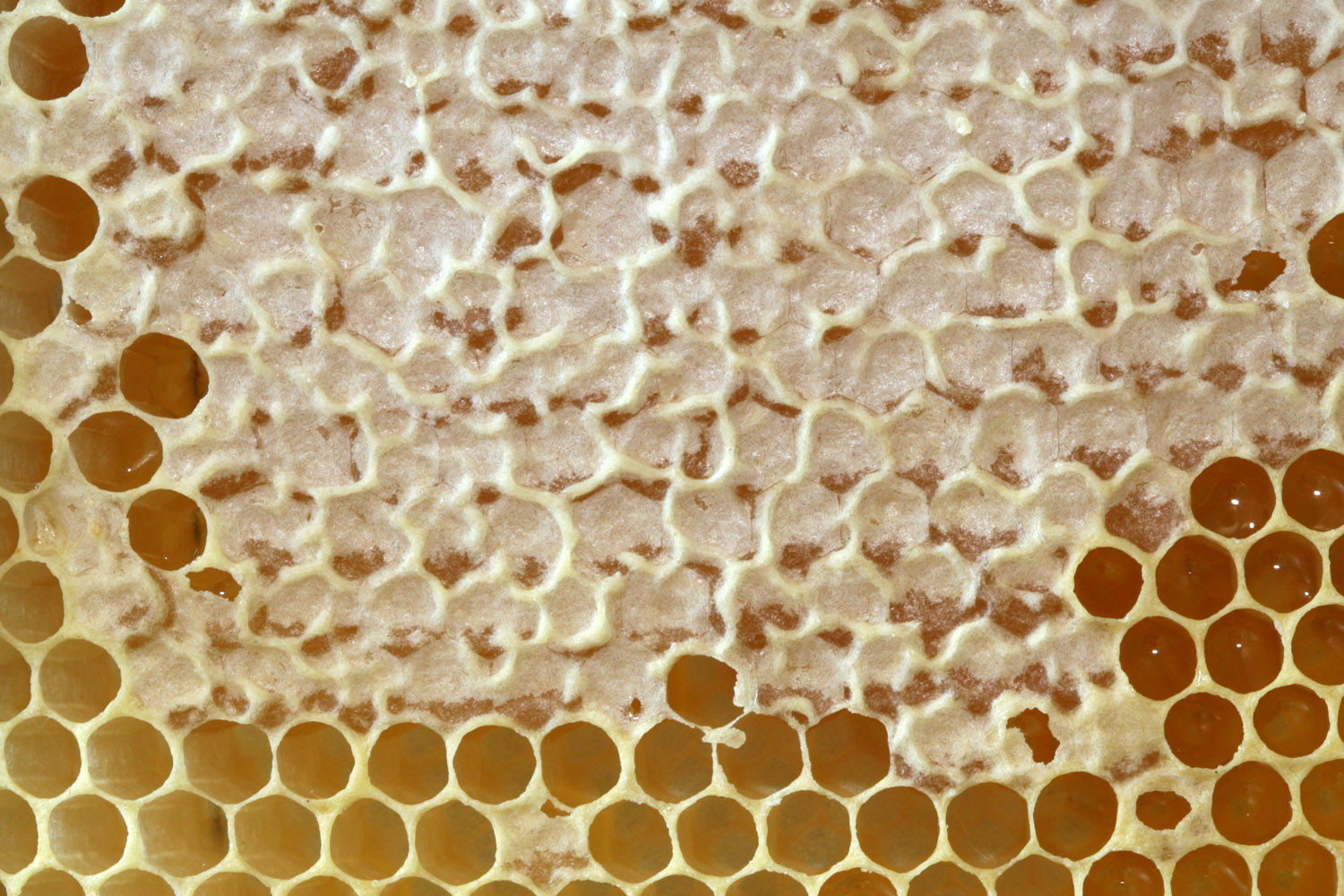
Соты с мёдом, запечатанные забрусом

За́брус, или печа́тка мёда — продукт пчеловодства, остающийся от срезания верхней части (крышечек) запечатанных сот; дословно это то, что расположено за бруском ульевой рамки; состоит из воска.
Восковыми крышечками медоносные пчёлы запечатывают мёд в сотах, когда он уже созрел. Таким образом, печатка мёда является явным показателем зрелости мёда в сотах.
Перед откачиванием мёда пчеловоды снимают забрус специальным пасечным ножом, валиком или вилкой и оставляют на решётке для стекания с него мёда или дают пчёлам для удаления остатков мёда. Получившийся сухой забрус перетапливают в воскотопках на воск или продают как особый продукт.
Цвет забрусного воска зависит от времени года, погодных условий и вида пчёл. Так, в безвзяточное время (осенью или при подкормке пчёл сахарным сиропом) забрус из старого воска имеет бурый цвет. Обычно же забрус белый и непрозрачный из-за прослойки воздуха между мёдом в сотовой ячейке и крышечкой. Забрус кавказских пчёл тёмный (так называемая мокрая печатка) — мёд и крышечки прилегают друг к другу без воздушной прослойки.
Сладковато-медовый на вкус, при пережёвывании масса рассыпается на маленькие комочки. Как правило, в забрусе воск отличается по составу от сот.

## Использование для лечения
Подобно практически всем продуктам пчеловодства, забрус используется в народной медицине. Ему приписывают многочисленные не вполне определённые полезные свойства, связанные с лечением широкого спектра заболеваний — от кариеса до болезней суставов, а также свойства диетического питания. В то же время, ни одна из методик апитерапии ещё не была подтверждена с позиции доказательной медицины.
|                                                                                     |  |
| Слева направо: «сухая печатка»; удаление забруса с сота, готового к извлечению мёда |  |